# U 23 (U-Boot, 1975)
U 23 (NATO-Bezeichnung S 172) war ein Unterseeboot der U-Boot-Klasse 206 der Deutschen Marine und wurde am 2. Mai 1975 in Dienst gestellt und unterstand dem 3. Ubootgeschwader. Von August 1987 bis September 1989 erfolgte der Umbau zur Klasse 206 A. Es gehörte wie alle U-Boote dann zum 1. Ubootgeschwader der Einsatzflottille 1.

## Geschichte
| - U 23 | - U 23 Nahaufnahme |  | Das Boot legte bis 2005 insgesamt 180.376,7 Seemeilen zurück, davon 68.289,0 Seemeilen getaucht. Die beiden Bilder zeigen U 23 am 19. Juni 2006 anlässlich der Kieler Woche in der Kieler Förde auf dem Weg in den Tirpitzhafen. Am 31. März 2011 wurde U 23 offiziell außer Dienst gestellt. Seit 28. August 2012 steht „ex-U23“ als ARC Intrépido (S-21) im Dienst der Marine Kolumbiens. 2015 wird das U-Boot auch im Golf von Urabá zur Bekämpfung des Drogenschmuggels eingesetzt. |

## Kommandanten
| Nr. | Name                      | Beginn der Berufung | Ende der Berufung |
| --- | ------------------------- | ------------------- | ----------------- |
| 01  | Kapitänleutnant Weigel    | 2. Mai 1975         | 1976              |
| 02  | Kapitänleutnant Ullrich   | 1976                | 1977              |
| 03  | Korvettenkapitän Hermann  | 1977                | 1983              |
| 04  | Kapitänleutnant Randig    | 1983                | 1985              |
| 05  | Kapitänleutnant Weber     | 1985                | 1987              |
| 06  | Korvettenkapitän Brosch   | 1987                | 1991              |
| 07  | Kapitänleutnant Forthmann | 1991                | 1993              |
| 08  | Kapitänleutnant E. Müller | 1993                | 1995              |
| 09  | Kapitänleutnant Waldmann  | 1995                | 1997              |
| 10  | Kapitänleutnant Franz     | 1997                | 31. März 2000     |
| 11  | Kapitänleutnant Schütz    | 5. Juli 2000        | 30. Sep. 2002     |
| 12  | Kapitänleutnant Stuck     | 30. Sep. 2002       | 18. Juni 2004     |
| 13  | Kapitänleutnant Lehmann   | 18. Juni 2004       | Juni 2007         |
| 14  | Kapitänleutnant Hansen    | Juni 2007           | 16. Jan. 2009     |
| 15  | Kapitänleutnant Cordes    | 16. Jan. 2009       | 24. Sep. 2010     |